# فطائر كلارك

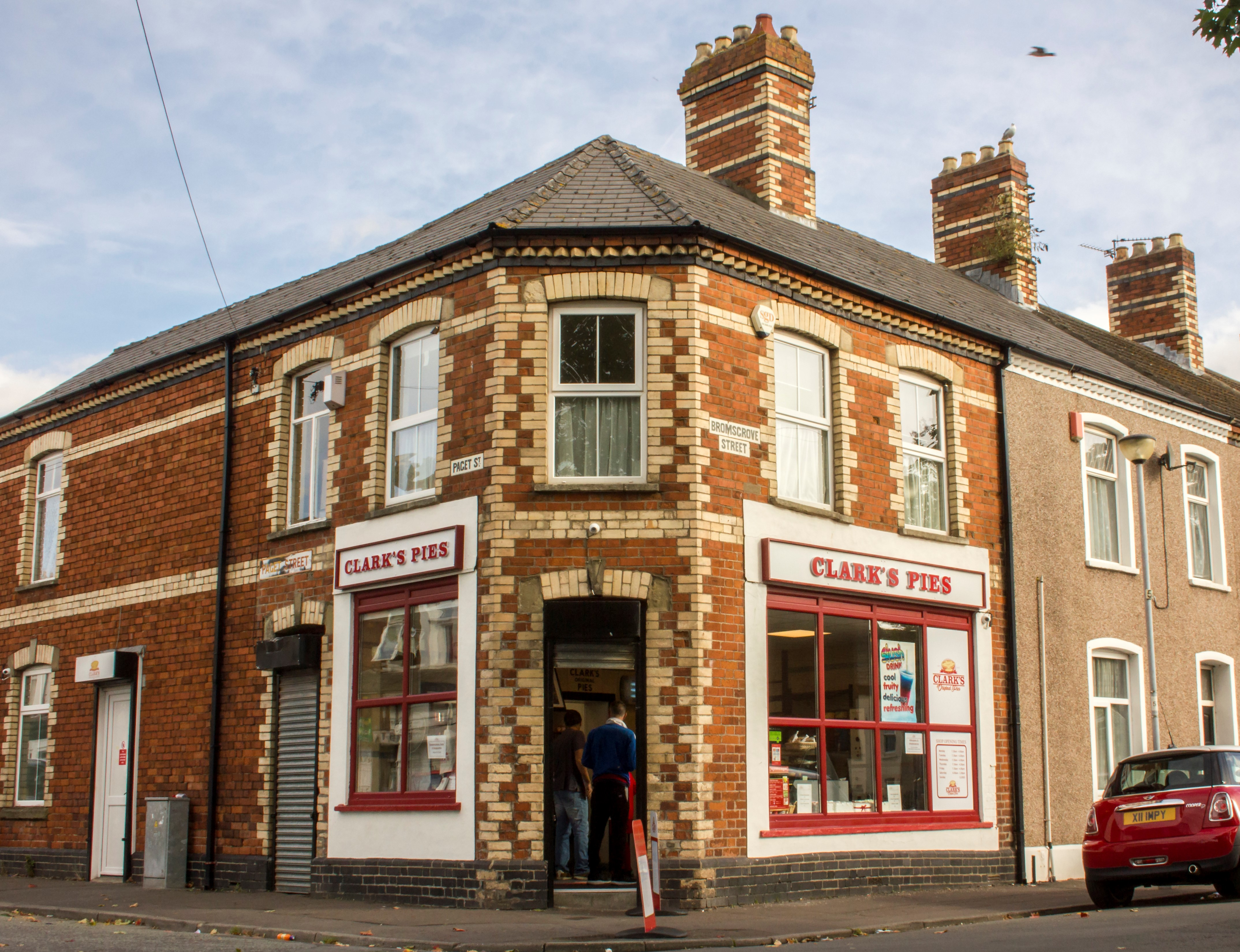
متجر فطائر الكلارك في شارع برومسجروف

فطائر كلارك (بالإنجليزية: Clark's Pies)‏ الملقبة أيضًا بالعامية «كلاركيس» أو «كلاركسيس»، هي فطائر لحم مشهورة عرفت في كارديف، ويمكن العثور عليها الآن في بريستول وجنوب ويلز.

## التاريخ
تشير حقيبة ورقية مطبوعة من الثلاثينيات إلى أن الشركة تأسست عام 1909. افتتح متجر في شارع لانمايس في روث، كارديف في عام 1913. طورته ماري كلارك، افتتح متجر ثانٍ على طريق كاوبريدج إيست في كانتون القريبة في الثلاثينيات. خلال الحرب العالمية الثانية، تم إغلاق المتجر الأول بسبب تقنين اللحوم في زمن الحرب. افتتح دينيس دوتش، حفيد ماري كلارك، ثالث متجر فطائر ومخبز في 10 مايو 1955 في شارع برومسجروف، غرانج تاون. في عام 2005، احتفل الهولنديون بالذكرى الخمسين لتأسيس المتجر. باعت العائلة منذ ذلك الحين فطائر كلارك في كارديف لمخبز آخر أنهى ارتباطهم بفطائر كلارك.

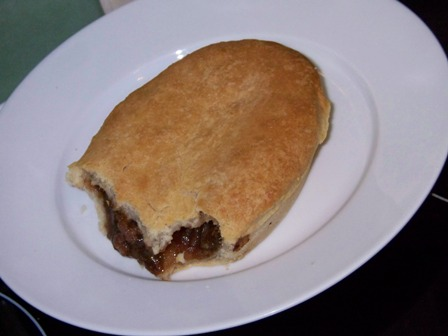
فطائر الكلارك